# Derbiul Moldovei
Derbiul Moldovei reprezintă fiecare meci de fotbal între rivalele Politehnica Iași și Oțelul Galați, cele mai titrate și mai populare echipe din Moldova. Poli Iasi și Otelul Galati sunt unele dintre cele mai iubite echipe din fotbalul românesc, 0,8% dintre microbiști fiind suporteri ai Iasiului, iar 1,1% suporteri ai Otelului.

## Istoric

### Origini istorice și confruntări timpurii
Sigla clubului care a activat până în 2012, FC Politehnica Timișoara (stânga), și sigla clubului înființat în 2012, SSU Politehnica Timișoara (dreapta)La prima vedere, rivalitatea dintre Poli Iași și Oțelul Galați pare a fi una regională, între două dintre cele mai mari orașe din estul României. Ambele orașe au o tradiție industrială importantă, cu identitate puternică Iașiul, centru cultural și universitar, iar Galațiul, oraș-port cu trecut muncitoresc și legături navale. În lipsa unei echipe dominante din Moldova în fotbalul românesc, ambele au aspirat la acest statut, ceea ce a contribuit la o tensiune latentă între suporterii celor două cluburi. Rivalitatea a căpătat intensitate după dispute frecvente în campionatele de nivel secund și în SuperLiga.  Primele confruntări dintre cele două echipe datează din anii 1980, însă rivalitatea a început să se intensifice cu adevărat după 2004, când Politehnica Iași a revenit în prima ligă. 

### Intensificarea rivalitati
În mai 2008, după un meci decisiv care s-a terminat la egalitate, suporterii gălățeni din Peluza Nord Galati au atacat autocarul fanilor ieșeni în comuna Gârboavele, provocând distrugeri.Această rivalitate avea însă să se amplifice în anul 2008, când, la un meci amical disputat la Galați între cele două formații, suporterii gălățeni au reușit să captureze câteva steaguri ale ieșenilor. Situația a degenerat rapid, dar, prin intervenția forțelor de ordine, suporterii din Iași au reușit să recupereze simbolurile furate. Incidentul a marcat un punct de cotitură în relația tensionată dintre cele două galerii și a contribuit la radicalizarea ostilităților în meciurile următoare. Rivalitatea a escaladat din 2009, când suporterii Oțelului Galați, gruparea New Order, Grupa C și Steel Boys, membre ale Peluzei Sud Galati, au reușit să captureze însemnele grupari Settore Ultra '06, de la membri ai galeriilor adversarilor dupa finalul meciului dintre Poli Iasi și Ceahlaul Piatra Neamt. Dupa acest eveniment Settone Ultra' s-a desfiintat, actul simbolic a servit ca demonstrație de forță, subliniind tensiunile dintre cele două tabere.

### Falimente și renașterea
După 2010, ambele echipe au cunoscut perioade dificile. Politehnica Iași a fost desființată în 2010 și înlocuită de ACSMU Politehnica, în timp ce Oțelul Galati, după câștigarea titlului istoric din 2011, a intrat în colaps financiar și a fost radiată în 2016. Cluburile au fost refăcute de suporteri și autoritățile locale, ambele echipe au pornit din ligile inferioare și au revenit treptat în prim-planul fotbalului românesc. După câțiva ani în ligile inferioare, rivalitatea a fost reactivată în sezonul 2022-2023 al ligii secunde, iar meciurile au atras mii de fani, aceștia reușind în 3 întâlniri să creeze o atmosferă demnă de un Derby Moldovenesc, drept urmare cele două echipe au reușit promovarea în Superligă la capătul sezonului. În martie 2025, meciul Oțelul – Poli (2-3) a fost considerat unul dintre cele mai spectaculoase ale sezonului. Iașul a revenit de la 0-2 și a marcat golul victoriei în minutul 90+6, într-un meci cu două cartonașe roșii și un stadion plin si cu o lupata intensa intre cele doua galeri rivale.

## Trofee acumulate
| Competiția           | TPOL | TOTL |
| -------------------- | ---- | ---- |
| Campionatul României | 0    | 1    |
| Cupa României        | 0    | 0    |
| Supercupa României   | 0    | 1    |
| Total                | 0    | 2    |